# Windows Live
Windows Live sub această denumire sunt reunite mai multe servicii oferite de compania Microsoft. În parte aceste servicii sunt redefiniri (rebranding) cu un design nou al interefețelor unor vechi servicii care făceau parte din MSN. Prin aceste servicii Microsoft îsi adaptează produsele online pentru noua piața deschisă de principalul său competitor din acest sector, Google. Dezvoltarea acestor aplicții se înscriu în tendința de a crea aplicații care să poată fi rulate din orice locație, computerul devenind de multe ori un simplu terminal, conectat permanent prin Internet la toate serverele dorite.
Câteva din serviciile care poartă deja sigla Windows Live: Windows Live Mail, Windows Live OneCare Safety Scanner, Windows Live Favorites, Windows Live OneCare, Windows Live Messenger, Windows Live Search, Windows Live Alerts, and Windows Live Local. Celelate sunt într-un stadiu de dezvoltare și testare (beta), doar șase având o versiune finală: Windows Live OneCare, Windows Live Custom Domains, Windows Live Favorites, Windows Live Messenger, Windows Live Toolbar și Windows Live Expo.

## Servicii Windows Live
| Serviciu                                                                   | Descriere | Înlocuiește                                                     |
| -------------------------------------------------------------------------- | --- | --------------------------------------------------------------- |
| Live.com                                                                   | Portalul principal de unde pot fi accesate principalele servicii; conține și un motor de căutare.                                            | my.MSN.com                                                      |
| Windows Live Academic                                                      | Căutare articole din mediu academic și publicații de cercetare.                                                                              |                                                                 |
| Windows Live Account                                                       | Serviciu pentru actualizarea și întreținerea contului și a serviciilor Windows Live                                                          |                                                                 |
| Windows Live Alerts                                                        | Serviciu de alerte. | MSN Alerts                                                      |
| Windows Live Barcode                                                       | |                                                                 |
| Windows Live Book Search                                                   | | MSN Book Search                                                 |
| Windows Live Calendar                                                      | | MSN Calendar                                                    |
| Windows Live Call                                                          | |                                                                 |
| Windows Live Contacts                                                      | Un client bazat pe JavaScript care permite stocarea și uitlizarea contactelor în Web                                                         |                                                                 |
| Windows Live Custom Domains                                                | Găzduire e-mail pentru deținătorii de situri                                                                                                 |                                                                 |
| Windows Live Search Center                                                 | Aplicație pentru căutare locală (search desktop)                                                                                             | Windows Desktop Search                                          |
| Windows Live Dashboard                                                     | |                                                                 |
| Windows Live Drive                                                         | Serviciu de stocare a datelor și accesare de la distanța (disc dur virtual)                                                                  |                                                                 |
| Windows Live Essentials                                                    | Colecție de programe Windows Live care pot fi descărcate.                                                                                    |                                                                 |
| Windows Live Expo                                                          | Serviciu de clasificare a siturilor similar cu Craigslist și Google Base                                                                     |                                                                 |
| Windows Live Favorites                                                     | Serviciu care permite sicronizarea semnelor de carte (bookmark) favorite între calculator și sit, permite și împărtășirea acestora cu alții. |                                                                 |
| Windows Live Feeds                                                         | |                                                                 |
| Windows Live FolderShare                                                   | Serviciu de file sharing (punere în comun a fișierelor) și sincronizare.                                                                     | FolderShare cumpărat de Microsoft și integrat în serviciul Live |
| Windows Live Gallery                                                       | Centru pentru completarea (cu add-ons) serviciilor Live.                                                                                     |                                                                 |
| Windows Live Healthcare                                                    | |                                                                 |
| Windows Live ID                                                            | | Microsoft Passport                                              |
| Windows Live Ideas                                                         | Site listing Live services |                                                                 |
| Windows Live Local                                                         | | MSN Virtual Earth                                               |
| Windows Live Local Search Mobile                                           | |                                                                 |
| Windows Live Mail                                                          | Serviciu de e-mai cu o nouă interfață, similară cu a Microsoft Outlook.                                                                      | Hotmail                                                         |
| Windows Live Mail desktop                                                  | Client de e-mail similar cu Outlook Express din Windows XP sau Windows Mail din Windows Vista, dispune de posibilități RSS.                  |                                                                 |
| Windows Live Marketplace                                                   | Sit web care permite achiziționarea produselor necesare pentru Sistemul de Operare Windows.                                                  |                                                                 |
| Windows Live Messenger                                                     | Serviciu de trimitere a mesajelor text (instant messaging) și voce - Voce peste IP (Voice over IP)                                           | MSN Messenger                                                   |
| Windows Live Mobile                                                        | | MSN Mobile                                                      |
| Windows Live Mobile Mail                                                   | |                                                                 |
| Windows Live Mobile Search                                                 | Serviciu de căutare pe web prin interfața telefoanelor mobile.                                                                               |                                                                 |
| Windows Live Near Me Search                                                | |                                                                 |
| Windows Live .NET                                                          | Centru Microsoft de dezvoltare a aplicațiilor prin internet.                                                                                 |                                                                 |
| Windows Live Newsbot                                                       | | MSN Newsbot                                                     |
| Windows Live OneCare                                                       | Serviciu pentru securitatea computerelor, conține programe: anti-virus, salvare a datelor (back-up), zid de foc (firewall).                  |                                                                 |
| Windows Live OneCare Family Safety                                         | Servicu pentru restricționarea copiilor la anumite situri, similar cu Windows Vista Family Safety                                            |                                                                 |
| Windows Live OneCare Safety Scanner                                        | Scanare online gratuită împotriva virușilor.                                                                                                 |                                                                 |
| Windows Live Product Search                                                | Centru pentru cumparături similar cu Froogle.                                                                                                |                                                                 |
| Windows Live Publishing Portal                                             | |                                                                 |
| Windows Live QnA                                                           | Serviciu care oferă răspunsuri la anumite întrebări.                                                                                         |                                                                 |
| Microsoft Live Labs Relay Service                                          | Servicu care permite rutarea sau plasarea unei conexiuni în spatele unui zid de foc (firewall).                                              |                                                                 |
| Windows Live Search - Answers - Help - Image - Macros - News - Translation | Serviciu pentru căutare. | MSN Search                                                      |
| Microsoft Live Labs Security Token Service                                 | Serviciu de management al identității online.                                                                                                |                                                                 |
| Windows Live Shopping                                                      | Serviciu care permite căutare de produse și cumpărarea acestora.                                                                             |                                                                 |
| Windows Live Spaces                                                        | Rețea socială bazată pe AJAX. | MSN Spaces                                                      |
| Windows Live Toolbar                                                       | | MSN Toolbar                                                     |
| Windows Live Video                                                         | |                                                                 |
| Windows Live Web Messenger                                                 | | MSN Web Messenger                                               |
| Windows Live Wifi Suite                                                    | |                                                                 |
| Windows Live Writer                                                        | Serviciu de găzduire bloguri. |                                                                 |

### Media
- articol BBC
- Yahoo! News story
- CNET reviews[nefuncțională]